# Armes de la Bolivie
Les armes de la Bolivie est le symbole placé au centre du drapeau bolivien. Il y a eu au total trois symboles officiels différents.

## Description

Drapeau d’État

C'est durant la présidence de Manuel Isidoro Belzu Humerez que le congrès détermine la dernière modification par le décret de loi du 5 novembre 1851. La forme et les couleurs sont réglementées par décret suprême du 14 juillet 1888. Elles sont modifiées sous la présidence de Carlos Mesa par le décret de loi du 19 juillet 2004.
- le condor : le condor des Andes est l'oiseau national de la Bolivie. Situé sur le dessus du blason, il symbolise l'horizon sans limite de la Bolivie.
- la couronne de laurier et d'olivier : cette couronne est donc composée de deux arbres différents qui sont le laurier et l'olivier. Elle est située derrière le condor. Pour la signification, voyez les deux points suivants.
  - le laurier : Le laurier symbolise le triomphe et la gloire après la guerre.
  - l'olivier : l'olivier est symbole de la paix et de la gloire des peuples.
- les pavillons : ils sont placés sur chacune des lances, il y en a donc six au total. Ces pavillons ont les mêmes couleurs que le drapeau, c'est-à-dire trois bandes de couleur, rouge, jaune et verte. Ils symbolisent donc la Bolivie.
- la hache : la hache représente l'autorité et le commandement de la Bolivie. Elle est située au-dessus à droite, derrière le canon.
- les canons : ces canons du XVIIIe et XIXe siècle ainsi que les fusils et les lances symbolisent les armes de la Bolivie. Il y a deux canons disposés en croix, quatre fusils avec baïonnette disposés également en croix par paire et alors 6 lances, deux fois trois lances, disposées en croix également.
- le bonnet phrygien : il est de couleur rouge et situé sur l'extrémité de l'un des deux canons. Comme en France, il est le symbole de la liberté et de la République.
- l'ovale : c'est une ellipse de couleur bleu-ciel.
  - dans sa partie inférieure se trouvent dix étoiles dorées ; elles sont considérées comme un symbole de chance, de destin, de conquête. Ce sont des étoiles à cinq pointes et chacune d'elles représente un département de la Bolivie soit les neuf actuels (Chuquisaca, La Paz, Potosí, Cochabamba, Santa Cruz, Oruro, Tarija, Beni, Pando) et le département du Litoral, perdu durant la guerre du Pacifique (1879-1884).
  - dans sa partie supérieure, on peut lire l'inscription « BOLIVIA » en lettres dorées et majuscules.
  - la couleur bleu-ciel représente le littoral perdu durant la guerre du Pacifique (1879-1884).
- l'écu
  - la ligne dorée : cette ligne est utilisée comme décoration.
  - le Cerro Rico : au centre de l'image sont dessinées deux montagnes, une petite devant une grande. Celle-ci est appelée le Cerro Rico, une montagne située à Potosí. Elle est appelée la montagne riche car elle contient une énorme quantité de minerai d'argent. La mine fut découverte par l'indigène quechua Diego Huallpa et est encore exploitée de nos jours. La représentation de cette montagne symbolise donc la richesse des ressources naturelles de Bolivie.
  - le Cerro Menor : Le Cerro Menor constitue en quelque sorte un autel pour le Cerro Rico.
  - la chapelle : située sur le Cerro Menor, juste devant le Cerro Rico. C'est une chapelle avec l'image du sacré-cœur de Jésus avec les bras ouverts. C'est une construction faite en granite et l'image du sacré-cœur de Jésus est en bronze.
  - la botte de blé : le blé est une céréale appelée kutmu en quechua. Il fut introduit en Amérique du Sud par les Espagnols et a atteint très vite la Bolivie. Il symbolise l'abondance des ressources alimentaires en Bolivie.
  - le palmier : le palmier que l'on peut voir au premier plan de l'image du centre dont le nom scientifique est Parajubæa représente la richesse végétale de la Bolivie.
  - le soleil : situé sur la gauche, derrière le Cerro Rico, c'est un soleil qui se lève. Il symbolise la naissance et la splendeur de la Bolivie.
  - le ciel : le ciel possède les couleurs du lever du jour. Il symbolise la naissance et la splendeur de la République.
  - le lama : le lama situé au premier plan symbolise la richesse de la faune de la Bolivie.

### Informations techniques
Si on considère C comme étant le centimètre, la hauteur complète du symbole fait 13 C et la largeur complète fait 15 C.
La couleur de chacune des parties du symbole est expliquée en détail dans le document PDF dont les liens sont situés à la fin de cet article. Les couleurs sont données suivant le codage Pantone, utilisez alors le site internet Pantone to RGB pour procéder aux conversions vers le RVB.

## Historique

### Premières armes de la Bolivie

Premières armes de la Bolivie

La Bolivie obtient son premier blason le 17 août 1825 en assemblée délibérante. Ce premier blason était composé de 4 parties, une supérieure, une inférieure et deux centrales :
1. dans la partie supérieure se trouvent les 5 étoiles dorées représentant les 5 départements créés lors de la création de la Bolivie ;
2. dans la partie inférieure se trouve le Cerro Rico de Potosí qui représente la richesse minérale ;
3. au-dessus de la partie supérieure se trouve le bonnet phrygien rouge représentant la liberté ;
4. dans la partie centrale, celle de droite, il y a un alpaca représentant le règne animal ;
5. dans la partie centrale, celle de gauche, il y a un arbre à pain représentant le règne végétal ;
6. au-dessus, de chaque côté, deux femmes tiennent une banderole sur laquelle il y a inscrit « República de Bolívar ». Tout le blason est soutenu par une couronne d'olivier et de laurier qui signifient la paix et le triomphe.

### Secondes armes de la Bolivie

Secondes armes de la Bolivie (1826)

Modifié par une loi du 25 juillet 1826, la partie centrale devient de forme elliptique. À l'intérieur, on y verra un soleil en train de se lever derrière le Cerro Rico. À la gauche du Cerro Rico, un alpaca apparaît et à sa droite, une botte de blé et un arbre à pain sont ajoutés. En bas de cet ovale, dans la partie bleue se trouvent 6 étoiles. Au-dessus est inscrit « República Boliviana ». Apparaissent également les fusils, les canons et les lances avec les pavillons tous disposés comme actuellement. La hache apparaît également disposée au centre et droite avec le bonnet phrygien rouge sur son sommet.
Le second article du décret du 31 octobre 1851, dit qu'à la place du bonnet phrygien rouge sera placé un condor des Andes.
Le président Belzu va réglementer ce symbole le 5 novembre 1851 et indiquera que le condor sera placé avec les ailes entre-ouvertes sur les rameaux d'olivier et de laurier.